# لئو میتلر
لئو میتلر (انگلیسی: Leo Mittler؛ ۱۸ دسامبر ۱۸۹۳ – ۱۶ مه ۱۹۵۸) نمایش‌نامه‌نویس، فیلم‌نامه‌نویس، کارگردان فیلم اهل اتریش بود.